# Bấm móng tay

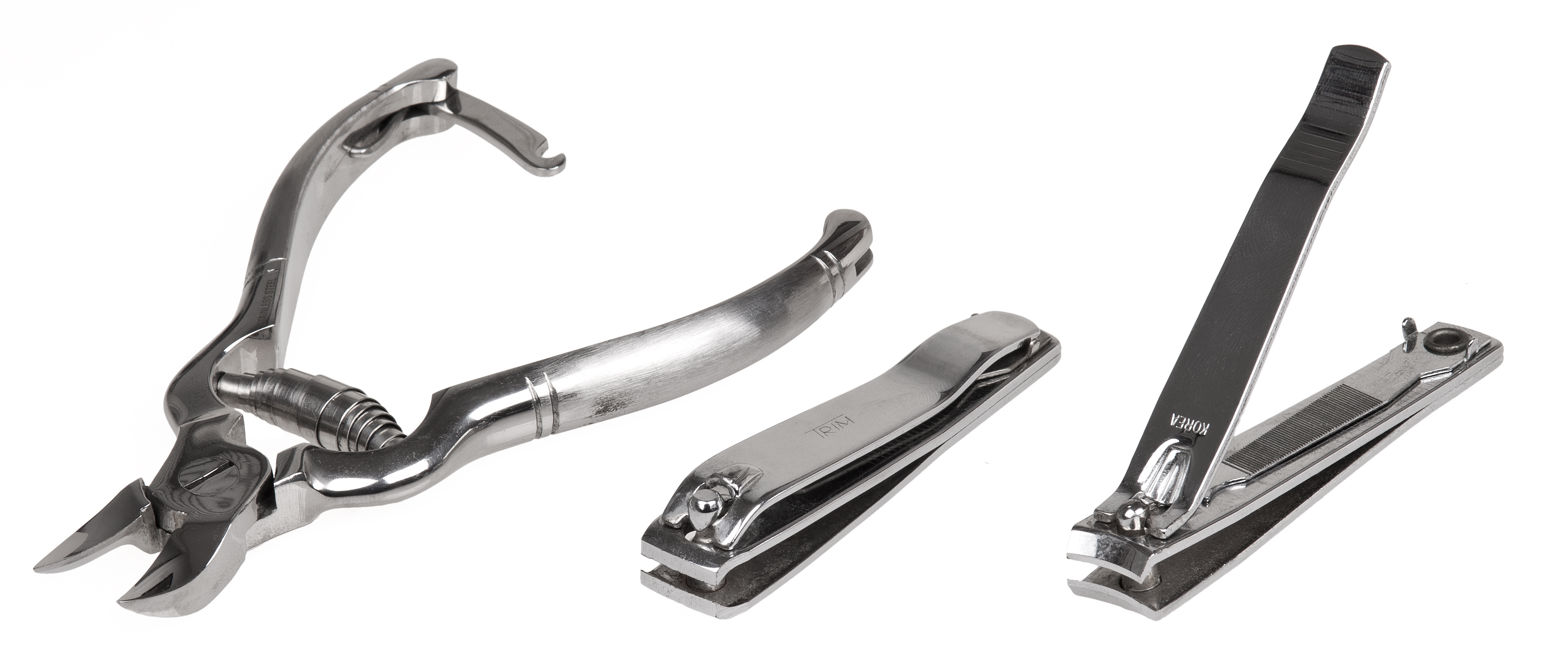
Các loại bấm móng tay khác nhau; kiểu bấm kìm bên trái, cái ở giữa và bên phải là dạng bấm đòn bẩy.

Bấm móng tay là vật dụng cần thiết đối với mỗi con người khi làm vệ sinh chân tay. Bấm móng tay có thể cắt một phần hoặc cắt hết móng tay, móng chân. Tuy nhiên việc lạm dụng đồ vật sắc nhọn này đôi lúc có hại nhiều hơn có lợi. Nếu không cẩn thận, thì có thể làm trầy xước da hoặc làm bung móng, bật móng khỏi phần thịt, phần móng mới sắc nhọn sẽ đâm vào phần thịt gây chảy máu và gây mủ.

## Cấu tạo
Cấu tạo của một chiếc bấm móng tay thông dụng gồm một miếng thép đàn hồi dày được gập đôi lại, phần đầu bấm được gia công vát lại, cong khớp với móng để dễ dàng cắt. Một đinh gim giữ bấm móng tay với thanh ghì. Thanh ghì khi được tay cầm ấn xuống sẽ tạo lực cắt đứt móng rất lớn theo nguyên lý đòn bẩy. Thanh ghì này mặt trong của nó còn có một lớp gồ ghề làm chức năng giũa móng sau khi cắt. Phụ kiện kèm theo bấm móng tay còn có một con dao và một cái mở bia giúp chúng ta trong một số hoạt động hằng ngày.